# Sărbători mâhnite
Sărbători mâhnite este o operă literară scrisă de Ion Luca Caragiale. 